# Théo Scholten
Théo Scholten (4 gennaio 1963) è un ex calciatore lussemburghese, di ruolo centrocampista.

## Carriera

### Club
Ha giocato nella massima serie lussemburghese con Jeunesse Esch e Grevenmacher.

### Nazionale
Dal 1984 al 1990 ha giocato 21 partite con la nazionale lussemburghese.

## Palmarès

### Club

#### Competizioni nazionali
- Campionato lussemburghese: 5

Jeunesse Esch: 1984-1985, 1986-1987, 1987-1988
Avenir Beggen: 1992-1993, 1993-1994
- Coppa del Lussemburgo: 5

Jeunesse Esch: 1987-1988
Avenir Beggen: 1991-1992, 1992-1993, 1993-1994
Grevenmacher: 1997-1998

### Individuale
- Calciatore dell'anno (Lussemburgo): 1

1994